# Rails & Ties - Rotaie e legami
Rails & Ties - Rotaie e legami (Rails & Ties) è un film del 2007 diretto da Alison Eastwood.

## Trama
Tom Stark è un conducente di treni la cui vita viene sconvolta dal suicidio di una donna che si fa travolgere con la sua auto dal treno che Tom guida. Davey, il figlio dodicenne della donna, si presenta a casa di Tom e di sua moglie Megan che lo convince a farlo rimanere con loro almeno quella notte. Le vite dei tre si legheranno per sempre.